# ユトレヒト大学
ユトレヒト大学（ゆとれひとだいがく、英語: Utrecht University、公用語表記: Universiteit Utrecht）は、オランダユトレヒトに本部を置くオランダの公立大学。1636年創立、1636年大学設置。

## 沿革
1636年に設置され、オランダの大学としてはライデン大学（創立1575年）、フローニンゲン大学（創立1614年）に次いで、3番目に設立された歴史ある中世大学である。ヨーロッパの大学としても最も規模の大きな大学の1つである。1584年に設立されたユトレヒト市図書館は、大学の設立と一体のもので、これはオランダ北部では最大規模のものである。

## 組織・教育体制
2024年の時点で39,769人の学生、8,929人の教授陣を有する。58の学部課程プログラムと150の大学院過程プログラムを持つ。

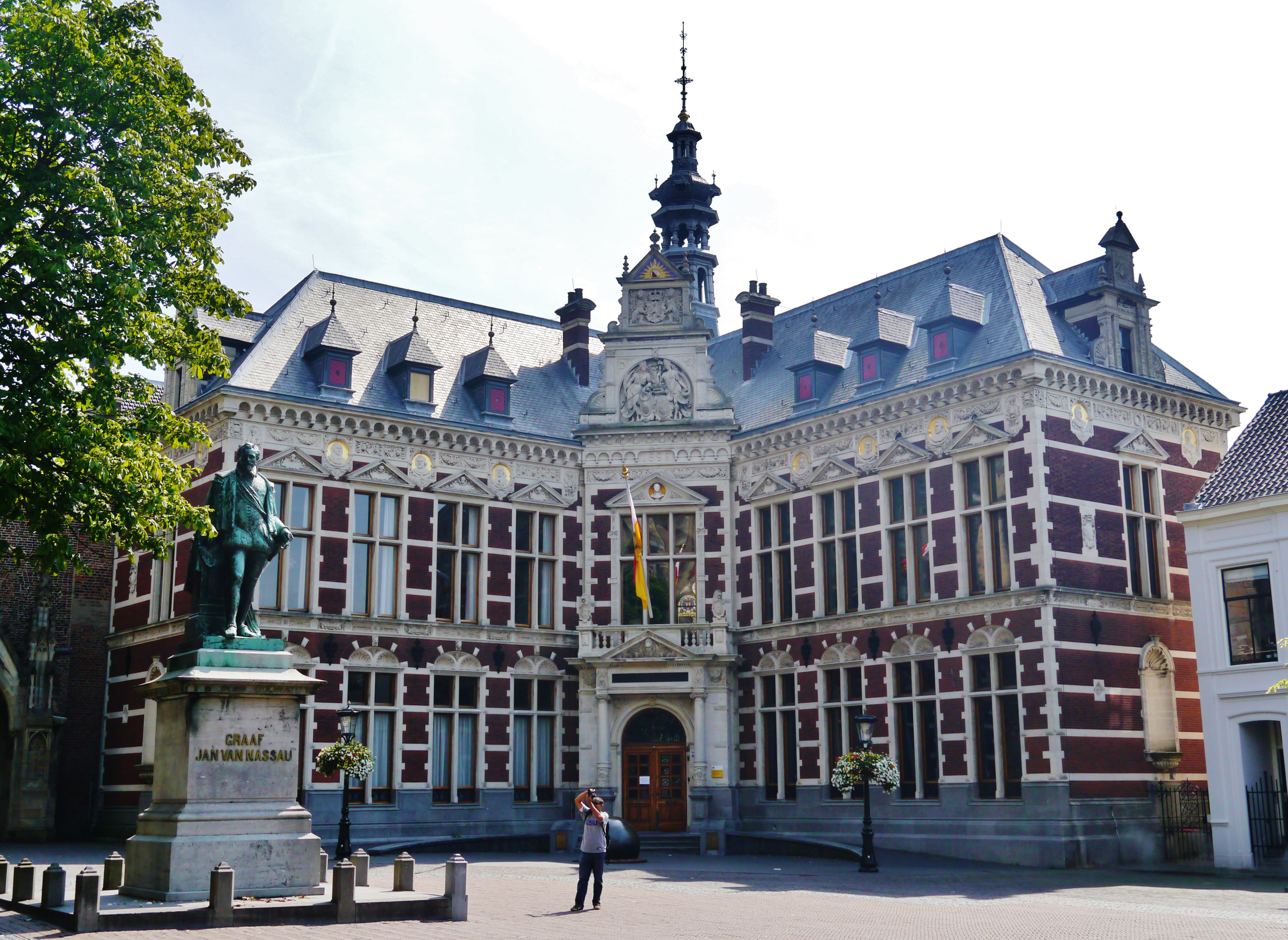

### 学部
ユトレヒト大学は7つの学部で構成されている。
- 人文科学部
- 社会学・行動科学部
- 法学・経済学・政治学部
- 地球科学部
- 医学部
- 獣医学部

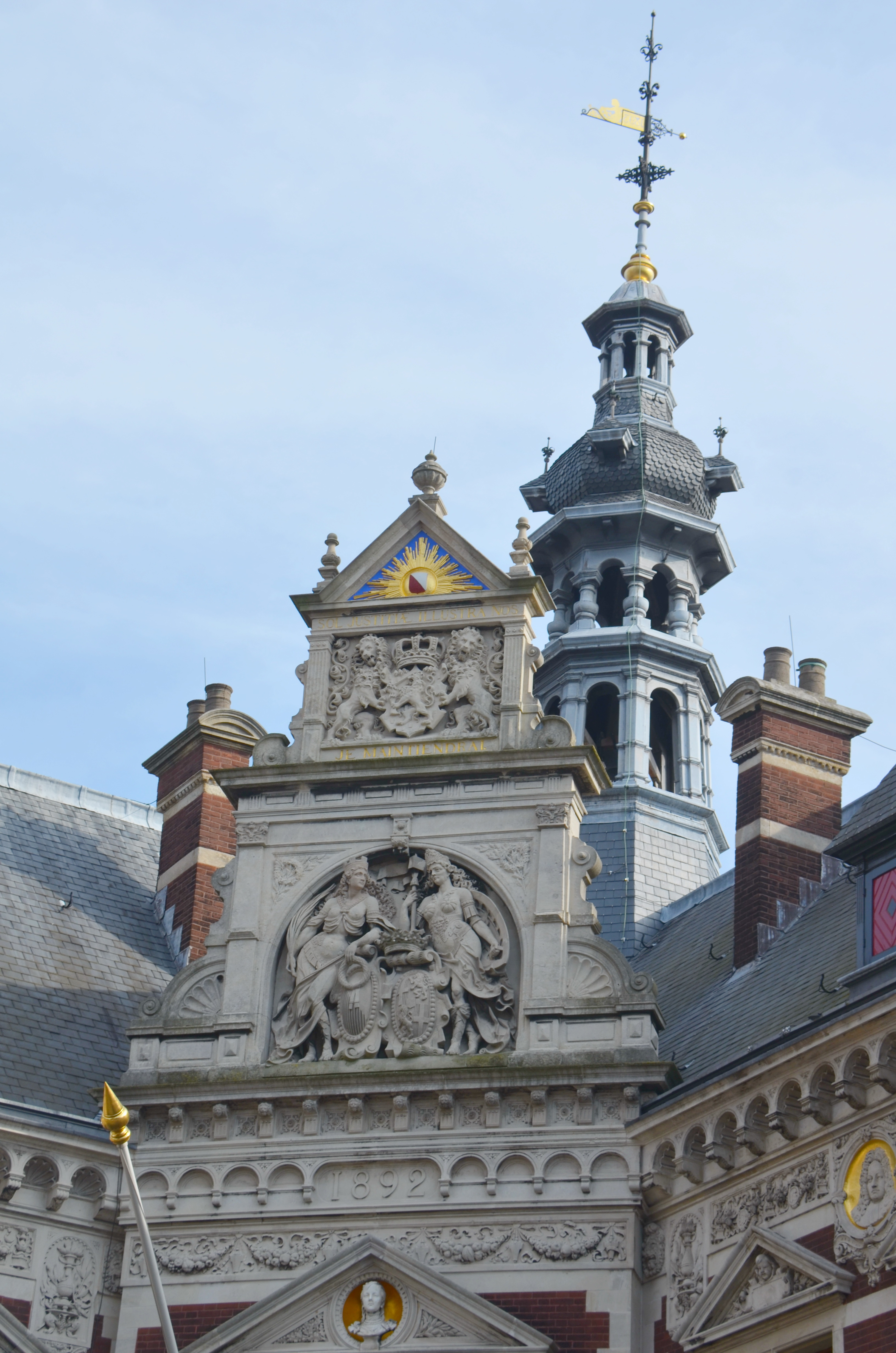

- 科学部(生物学・化学・数学・コンピュータサイエンス・物理学・薬理学・天文学が含まれる)

## 評価

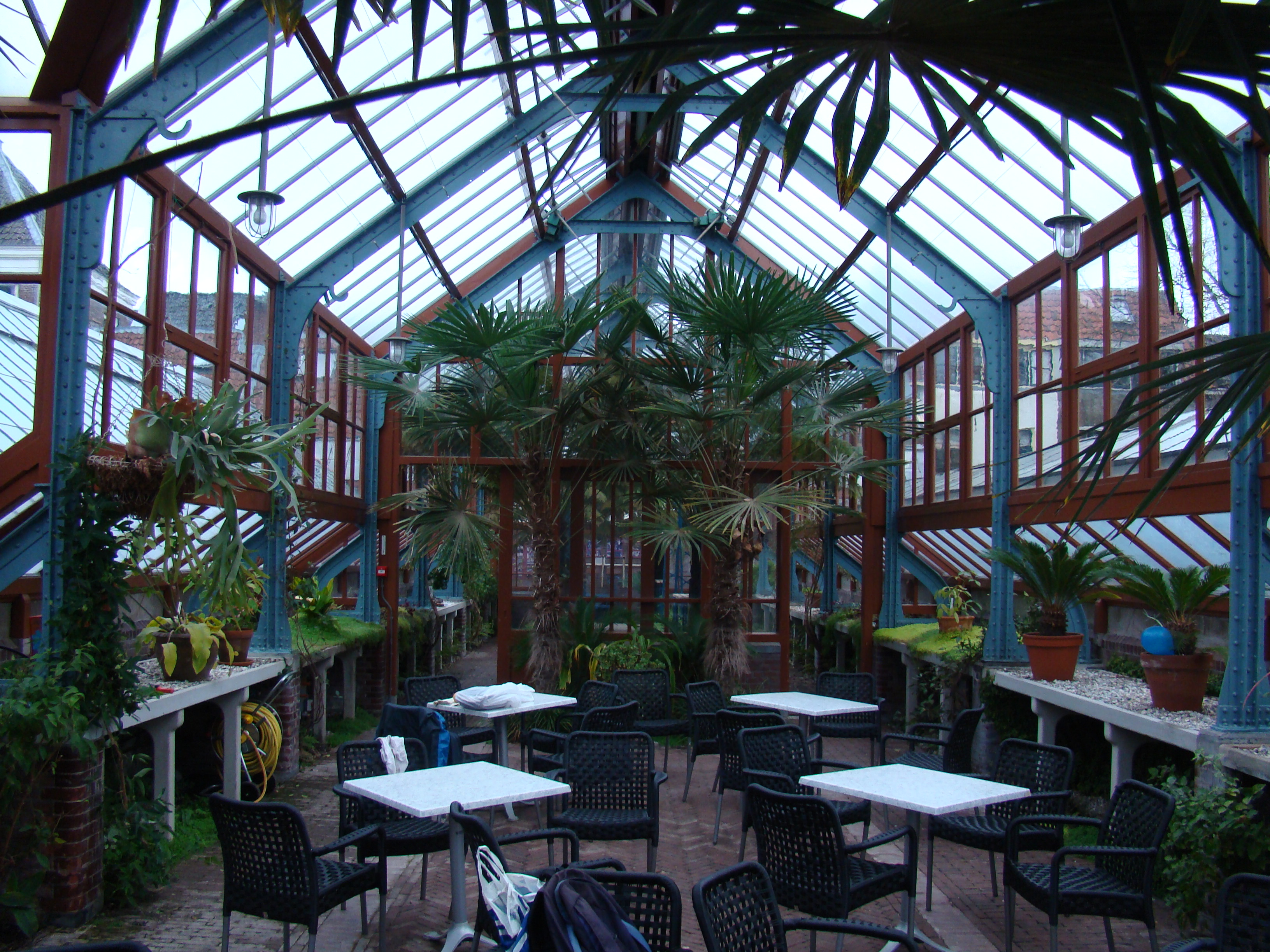

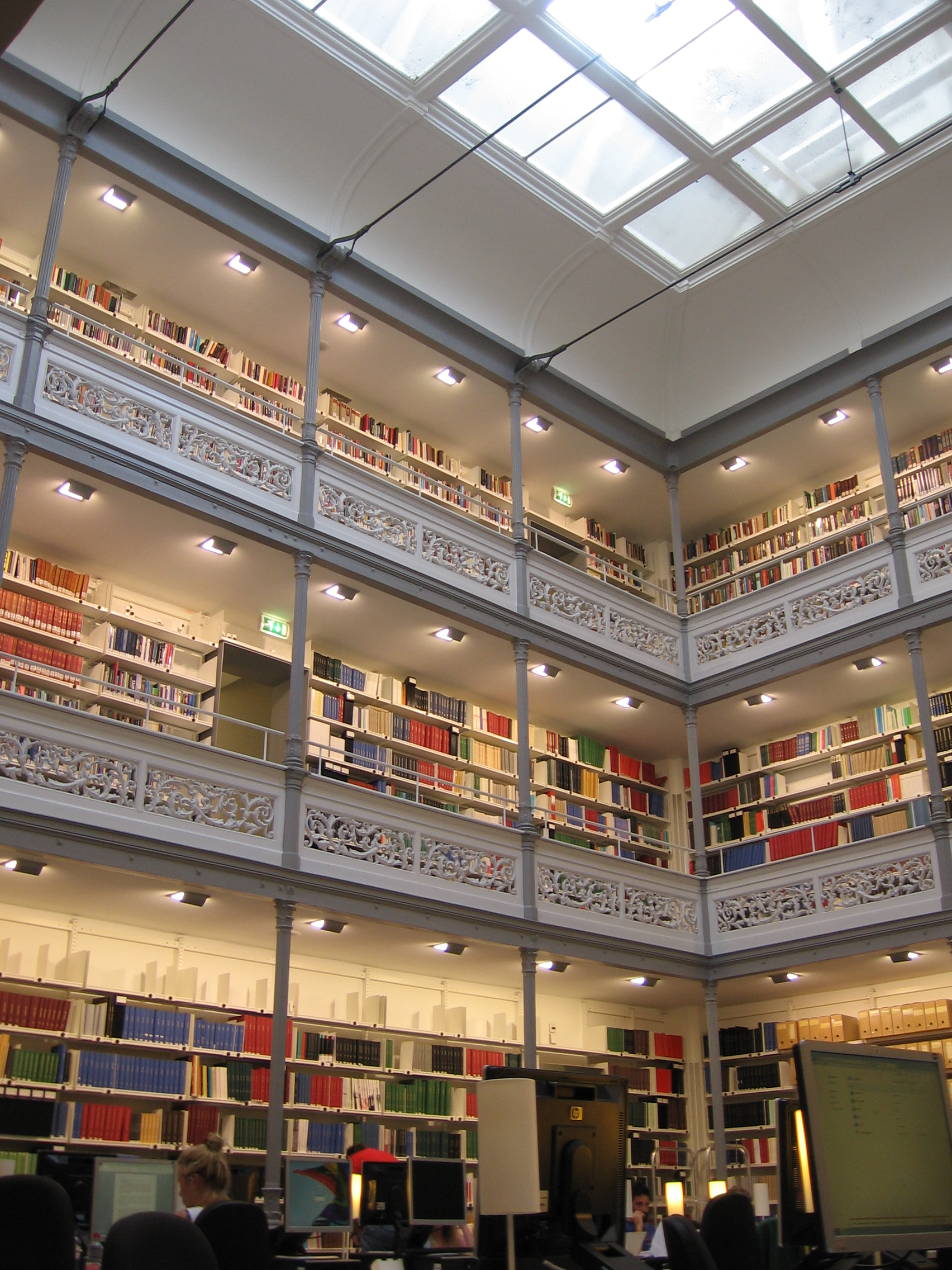

世界大学学術ランキング（2023年）において世界第52位。THE世界大学ランキング（2023年）において世界第66位。QS世界大学ランキング（2024年）において世界第105位。U.S. News世界大学ランキング（2024年）において世界第46位。非英語圏の大学としては、世界のトップ10にも位置づけられる。

## 出身者
これまでに卒業生・教員の中から12人のノーベル賞受賞者、6人のオランダ首相、１０人のオリンピック金メダリストを輩出している。
- ウィレム＝アレクサンダー (オランダ王) - 第7代オランダ国王（在位中）
- ヴィルヘルム・レントゲン - ノーベル物理学賞受賞
- ニコラス・ブルームバーゲン - ノーベル物理学賞受賞
- ゲラルド・トフーフト - ノーベル物理学賞受賞
- チャリング・クープマンス - ノーベル経済学賞受賞
- ロベルト・ダイクラーフ - 理論物理学者、数学者
- ピート・ファンデカンプ - 天文学者
- ヤコブス・カプタイン - 天文学者
- アドリアン・ヴァン・マーネン - 天文学者
- ヘンドリク・ファン・デ・フルスト - 天文学者
- クリスチャン・エイクマン - 医学者
- ウィレム・アイントホーフェン - 医学者、ノーベル生理学・医学賞受賞
- クラレンス・バーロウ - 作曲家
- ジェイムズ・ボズウェル - 作家・法律家
- パウル・クルッツェン - ノーベル化学賞受賞
- クリスティアーン・エイクマン - ノーベル生理学・医学賞受賞
- ピーター・デバイ - ノーベル化学賞受賞
- ヤコブス・ヘンリクス・ファント・ホッフ - ノーベル化学賞受賞
- マルティヌス・フェルトマン - ノーベル物理学賞受賞
- レオポルト・ルジチカ - ノーベル化学賞受賞
- ディルク・ヤン・デ・ヘール - 第30代、第33代オランダ首相
- ウィリアム・ピット (初代チャタム伯爵) - 元イギリス首相
- チャールズ・スペンサー (第3代サンダーランド伯) - 元イギリス枢密院議長（ウィンストン・チャーチルやダイアナ妃の先祖）
- ヒュー・ウィリアムソン - アメリカ合衆国憲法の署名者
- アンドリュー・マーレー - キリスト教神学者
- アンナ・マリア・ファン・シュルマン - ルネサンス期を代表する女性教養人